# Próspero Fernández Oreamuno

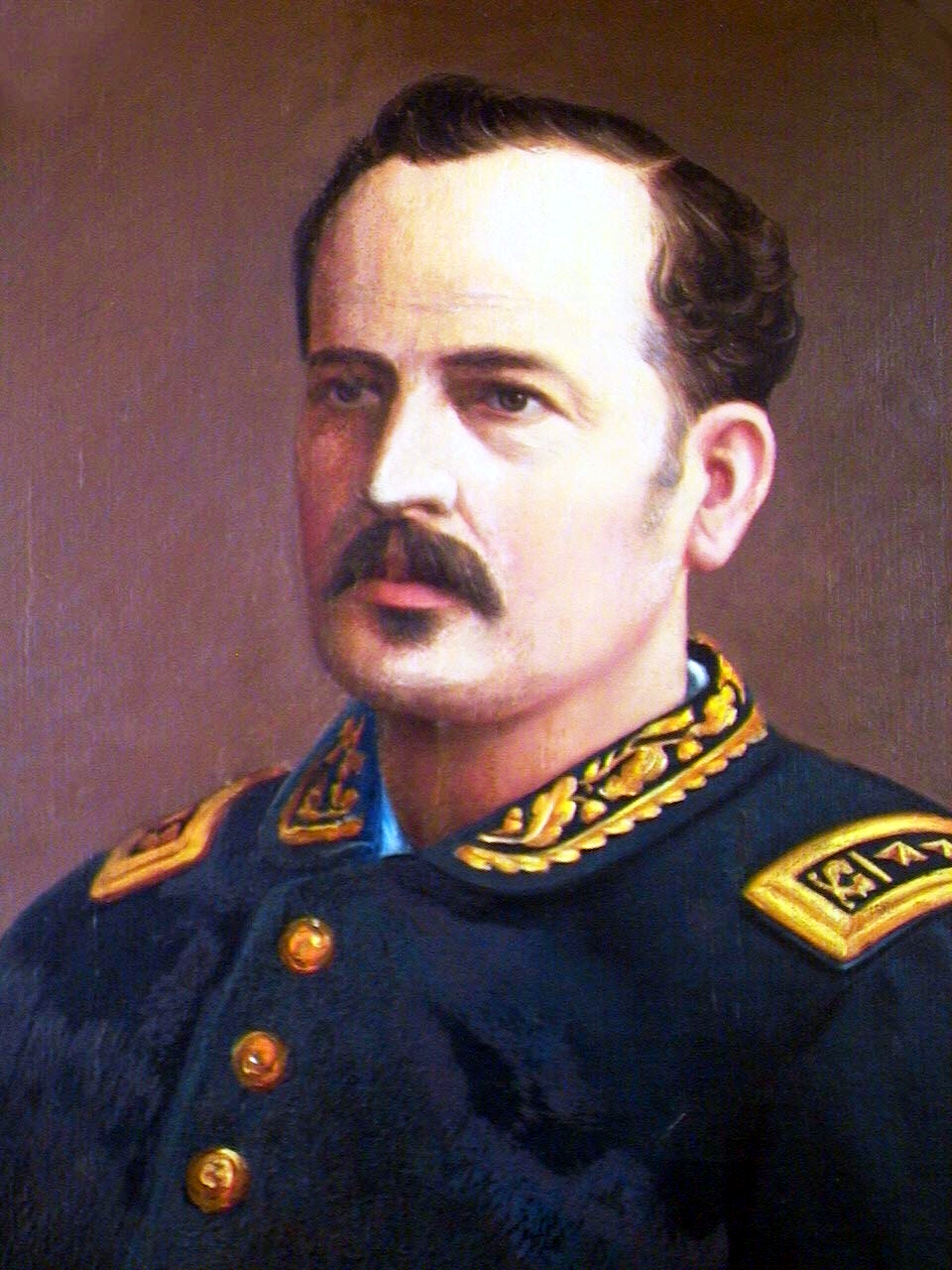
Próspero Fernández Oreamuno

Juan Primitivo Próspero Fernández Oreamuno (* 18. Juli 1834 in San José (Costa Rica); † 12. März 1885 in Atenas Alajuela, Costa Rica) war von 10. August 1882 bis 12. März 1885 Präsident von Costa Rica.

## Leben

### Herkunft und frühe Laufbahn
Seine Eltern waren Dolores Oreamuno y Muñoz de la Trinidad und Manuel José Fernández Chacón. Seine Schwester Pacífica Fernández Oreamuno war die Frau von José María Castro Madriz. An der Universidad de San Carlos de Guatemala wurde er Bachelor der Philosophie.
1856–1857 nahm er an den Feldzügen gegen die Filibusteropiraten unter William Walker und am Militärputsch, bei welchem 1870 sein Schwager Tomás Guardia Gutiérrez, Bruno Carranza Ramírez in das Präsidentenamt brachte, teil. Während der Präsidentschaft seines Schwagers war er Kommandant des Ortes Alajuela und stieg zum Divisionsgeneral auf.
Er heiratete am 25. Dezember 1861 Cristina Guardia Gutiérrez die Schwester von Tomás Guardia Gutiérrez. In dieser Ehe wurden zwei Kinder geboren: Manuel heiratete Dolores Pinto y Samayoa und Pacífica heiratete Ramón Bernardo Soto Alfaro.
1881 ernannte ihn sein Schwager Guardia zu seinem siebten Stellvertreter. Saturnino Lizano Gutiérrez der erste Stellvertreter seines Schwiegervaters Guardia berief ihn am 10. August 1882 ins Präsidentenamt.

### Präsidentschaft
Unter seiner Präsidentschaft wurde eine Militärgesetzgebung erlassen und Bischof Bernhard August Thiel ausgewiesen. 1884 wurden liberale Gesetze erlassen, welche das Konkordat mit dem Heiligen Stuhl annullierten, die Immobilien von Friedhöfen der Kirche entschädigungslos enteigneten und religiöse Gemeinschaften verboten. Es wurde die Zivilehe eingeführt. Sein Bruder José María Castro Madriz war die Graue Eminenz der antiklerikalen Präsidentschaft.
In seiner Präsidentschaft kam die Regierung Cost Ricas in Zahlungsverzug des Schuldendienstes für den Eisenbahnbau der Strecke San José Puerto Limón. Am 21. April 1884 wurde der Soto-Keith Contract von Finanzminister Ramón Bernardo Soto Alfaro unterzeichnet.